# Соукуп, Мэттью
Мэттью Соукуп (англ. Matthew Soukup; род. 31 августа 1997, Калгари, Альберта) ― канадский прыгун с трамплина, бронзовый призёр на XXIV зимних Олимпийских играх в Пекине в командных прыжках с трамплина (смешанная).

## Биография
Родился 31 августа 1997 года в Калгари (Альберта, Канада).
Начал кататься на лыжах в возрасте трех лет, а позже увлекся прыжками с трамплина.
Участвовал в двух чемпионатах мира. Тренируется в Словении, поскольку трамплины в Олимпийском парке Канады в Калгари были закрыты.

### Зимние Олимпийские игры 2022 года
В январе 2022 года Соукуп был включен в олимпийскую сборную Канады 2022 года .
7 февраля Соукуп завоевал бронзовую медаль в рамках участия Канады в смешанных командных соревнованиях. Это была первая олимпийская медаль Канады в прыжках с трамплина.